# Gastrochilus sororius
Gastrochilus sororius är en orkidéart som beskrevs av Rudolf Schlechter. Gastrochilus sororius ingår i släktet Gastrochilus och familjen orkidéer. Inga underarter finns listade i Catalogue of Life.

## Bildgalleri

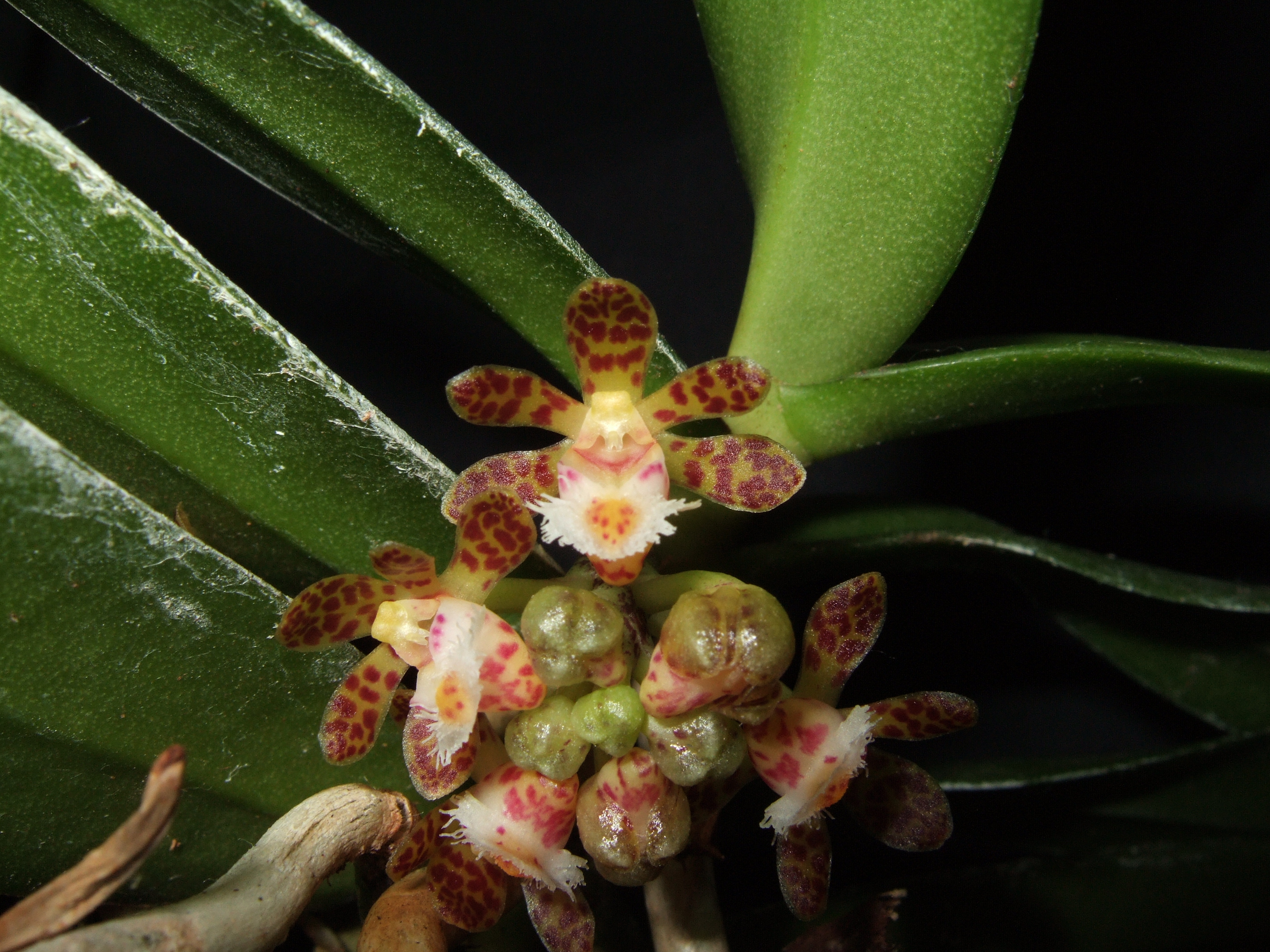
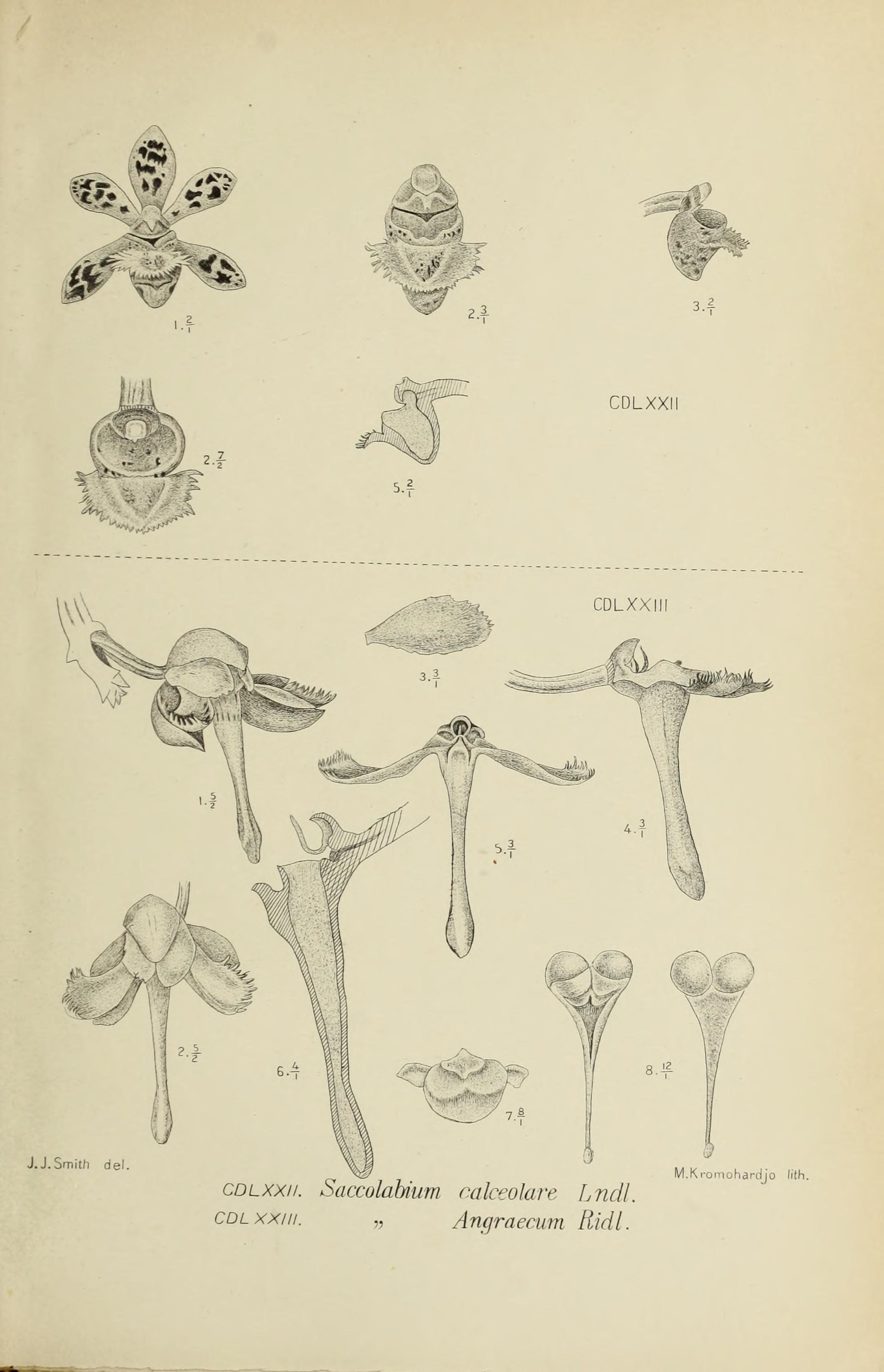